# Mario Simoni
Mario Simoni (Zola Predosa, 5 agosto 1911 – Bologna, 4 agosto 1996) è stato un ciclista su strada italiano.
Corse come dilettante e indipendente nelle stagioni 1934, 1935 e 1936 collezionando il terzo posto al Giro dell'Emilia 1934, il terzo alla Coppa Ettore Pasini nello stesso anno, il nono al Giro di Romagna 1935 e il secondo al Giro del Frignano 1938. Nel 1936 partecipò alla Milano-Sanremo, portandola a termine.

## Piazzamenti

### Classiche monumento
- Milano-Sanremo

1936: 39º